# DG Arena
DG Arena – stadion piłkarski w Podgoricy (w dzielnicy Donja Gorica), w Czarnogórze. Został otwarty 25 maja 2018 roku. Może pomieścić 1500 widzów. Swoje spotkania rozgrywają na nim piłkarze klubów FK Podgorica i OFK Mladost Donja Gorica.
Stadion „DG Arena” został otwarty 25 maja 2018 roku. Obiekt powstał na przedmieściu Donja Gorica, tuż obok mniejszego obiektu piłkarskiego, oddanego do użytku 20 maja 2016 roku (pełni on teraz rolę boiska treningowego). Nowy stadion posiada zadaszoną trybunę po stronie wschodniej, mogącą pomieścić 1500 widzów. Po wybudowaniu trybuny po stronie zachodniej pojemność areny ma wzrosnąć do 4300 widzów. Obiekt wyposażony jest również w sztuczne oświetlenie. Na stadionie swoje spotkania rozgrywają piłkarze klubów FK Podgorica i OFK Mladost Donja Gorica, grywała na nim także młodzieżowa reprezentacja Czarnogóry oraz kadra kobiet, odbywały się też mecze w ramach europejskich pucharów.